# Gütermann
Gütermann (Gutermann) — крупная немецкая компания, занимающаяся производством ниток, пряжи и швейных аксессуаров. Один из лидеров мировой текстильной промышленности.

## История
Gütermann основан Максом Гютерманном в 1864 году в Вене, и изначально был небольшим семейным предприятием. В 1867 году производство переезжает в небольшой немецкий городок Гутах. На международный рынок Gütermann вышел в 1920—1930-е годы, и вскоре экспорт нитей стал приоритетным направлением компании.
В 1935 году была запатентована «витрина услуг» — оригинальный стенд, придуманный сотрудниками компании для выставления швейных катушек в магазинах. В 1950-е годы Gütermann начинает производить полиэстерную нить. В 1971 году открыт первый в Европе автоматизированный цех по окраске.
В 1990 году была введена система отображения данных компании для розничных клиентов, что явилось новшеством в розничной торговле галантерейными товарами. В 1993 году произошло внедрение NOP 2000 автоматизированной программы оптимизации шва. В 1995 году компания первой в Германии получает сертификат DIN EN ISO 9002. А в 1996 году и 2002 году сертификаты DIN EN ISO 9001 и ISO/TS 16949.
В 1998 году Gütermann приобретает компании «Креатив Хоббиз ГмбХ» (Creative Hobbies GmbH) и «Бастель Мюллер» (Bastel Müller) в Швейцарии и начинает выпускать бисер и блестки. В 2000 году к Гютерманну присоединяется компания «Цвики» (Zwicky).

## Производство и доходы

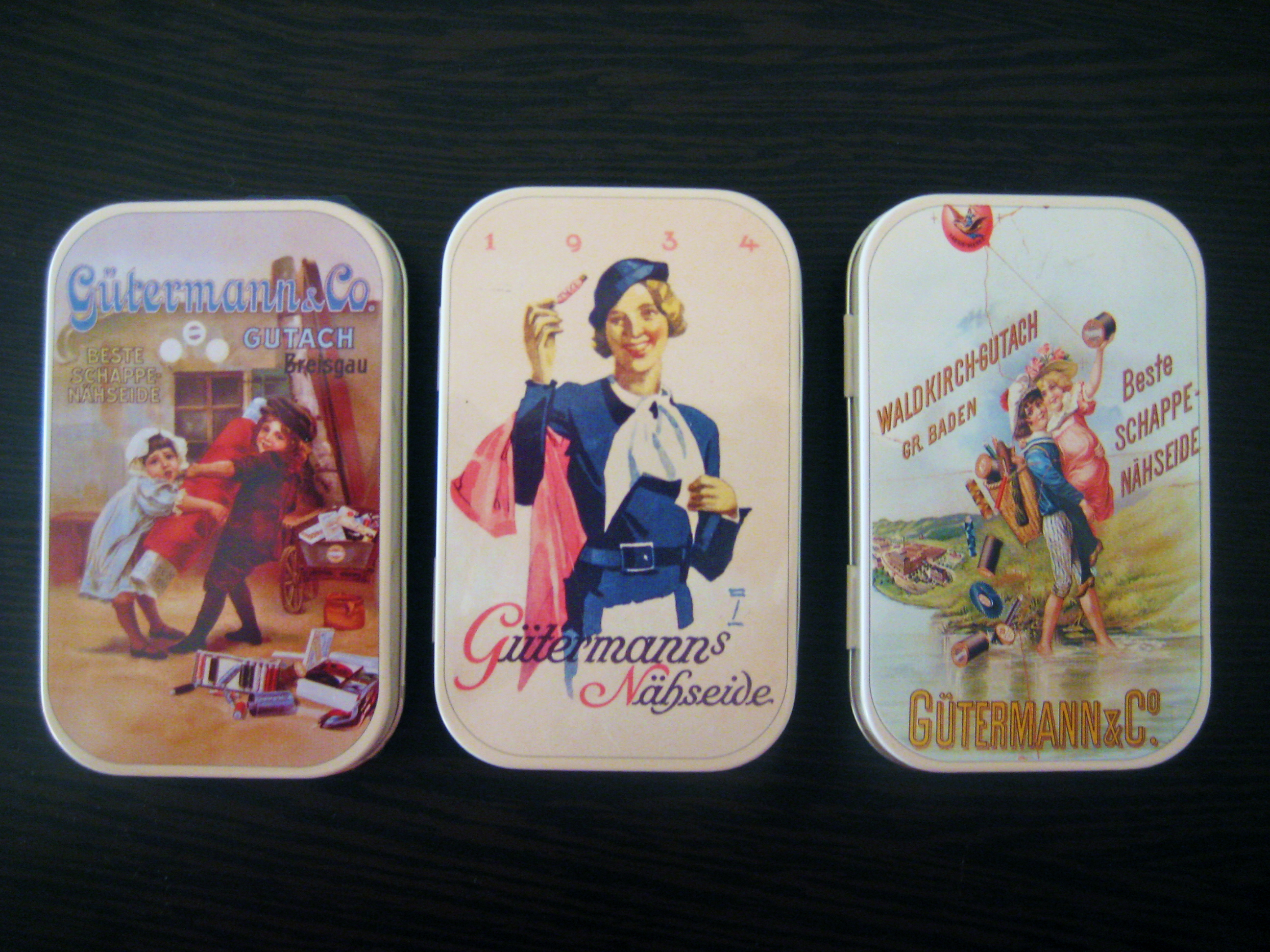
Коробки с наборами ниток Gütermann, украшенные первыми рекламными плакатами фирмы

Сегодня производственные подразделения компании находятся в Германии (300 человек), Испании (110 человек), Италия (150 человек) Мексике (200 человек).
Оборот компании в 2006 году составил около 136,6 млн. евро

## Продукция
Gütermann выпускает промышленные и швейные нитки, комплексные нитки, нитки технического направления, клей текстильный, бисер, стеклярус, наборы для изготовления украшений, стабилизаторы, краски для тканей и т. д.
Основная продукция, нитки, подразделяется на:
- Нитки для всех видов тканей;
- Нитки комплексные
- Нитки Nomex, Kevlar
- Нитки из шёлка;
- Нитки для декоративной строчки;
- Нитки для квилтинга;
- Эластичные нитки;
- Нитки текстурированые для оверлока;
- Льняные нитки;
- Джинсовые нитки;
- Нитки для намётки;
- Нитки для обивочных тканей;
- Нитки с металлическим блеском;
- Промышленные нитки.